# Датский королевский оркестр
Датский королевский оркестр (англ. Royal Danish Orchestra), внутри Дании более известный как Королевская капелла (дат. Det Kongelige Kapel) — датский симфонический оркестр, базирующийся в Копенгагене
Официально история оркестра возводится к ансамблю трубачей и барабанщиков, собранному в 1448 г. для коронации короля Кристиана I. Наибольший расцвет в ранний период своего существования капелла пережила в царствование Кристиана IV, когда в Копенгагене работали, в частности, Джон Доуленд (1598—1606) и Генрих Шютц (руководивший концертами по случаю свадьбы кронпринца в 1634 г.). Пережив тяжёлые времена при фанатично религиозном Кристиане VI, во время своего правления (1730—1746) закрывшем театры, оркестр вновь расцвёл при его преемнике Фредерике V: в 1747 г. в Копенгагене открылась итальянская опера, спектакли которой сопровождал придворный оркестр (в 1769 г. оркестр был официально объявлен ещё и оркестром Королевской оперы).
В 1749 г. в качестве приглашённого дирижёра в Копенгагене побывал Кристоф Виллибальд Глюк. Начало XIX века ознаменовалось широким обращением Королевской капеллы к моцартовскому репертуару (тем более что с 1810 г. вдова Моцарта жила в Копенгагене). На исходе XIX века уровень оркестра был существенно поднят руководившим им на протяжении 25 лет норвежским композитором Юханом Свенсеном, благодаря которому (а также двум его преемникам) Королевская капелла исполняла широкий диапазон произведений Рихарда Вагнера, Рихарда Штрауса и других ведущих немецких композиторов. Крупнейший датский композитор начала XX века Карл Нильсен не добился в 1914 г. назначения на пост руководителя оркестра, однако в дальнейшем оркестр много и успешно играл его музыку. Во время фашистской оккупации Германии Королевская капелла вместе с труппой Копенгагенской оперы, парадоксальным образом, исполнила 27 марта 1943 г. европейскую премьеру оперы Джорджа Гершвина «Порги и Бесс» (спектакль был сыгран 22 раза прежде чем был закрыт оккупационными властями).
Летом 2018 года Датский королевский оркестр впервые в своей истории приехал в Россию. В рамках гастролей состоялись выступления в московской государственной консерватории и в концертном зале им. П. И. Чайковского. Дирижировал оркестром Александр Ведерников, солировали: Адам Гуцериев (фортепиано) и Дали Гуцериева (виолончель).

## Руководители оркестра
- Иоганн Адольф Шайбе (1740—1748)
- Паоло Скалабрини (1748—1753)
- Джузеппе Сарти (1753—1775)
- Паоло Скалабрини (1775—1781)

…
- Иоганн Абрахам Петер Шульц (1787—1795)
- Фридрих Людвиг Эмилиус Кунцен (1795—1817)
- Клаус Шалль (1818—1834)
- Петер Фердинанд Функ, Иоганнес Фредерик Фрёлих и Ивар Бредаль (1834—1842)
- Франц Йозеф Глезер (1842—1861)
- Нильс Гаде (1861—1864)
- Хольгер Симон Паулли (1864—1883)
- Юхан Свенсен (1883—1908)
- Фредерик Рунг (1908—1914)
- Георг Хёэберг (1914—1930; первые полгода — совместно с Карлом Нильсеном)
- Эджисто Танго и Йохан Хюэ-Кнудсен (1930—1946)
- Йон Франнсен (1946—1980)

…
- Пааво Берглунд (1993—1998)
- Микаэль Шёнвандт (2000—2011)
- Михаэль Бодер (2012—2016)
- Александр Ведерников (2018—2020)
- Паоло Кариньяни (2021—2024)
- Мари Жако (2024—н. в.)